# ديفيد كيرسليك
ديفيد كيرسليك (بالإنجليزية: David Kerslake)‏ هو مدرب كرة قدم ولاعب كرة قدم بريطاني، ولد في 19 يونيو 1966 في ستيبني في المملكة المتحدة. شارك مع منتخب إنجلترا تحت 21 سنة لكرة القدم ومنتخب إنجلترا لكرة القدم. أما مع النوادي، فقد لعب مع إيبسويتش تاون وتشارلتون أثلتيك وتوتنهام هوتسبير وسويندون تاون وكوينز بارك رينجرز وليدز يونايتد وويكمب وندررز.

## وصلات خارجية
- ديفيد كيرسليك على موقع قاعدة بيانات كرة القدم.إي يو (الإنجليزية)
- ديفيد كيرسليك على موقع Soccerbase.com (لاعب) (الإنجليزية)
- ديفيد كيرسليك على موقع عالم كرة القدم.نت (الإنجليزية)